# Júnia Tèrcia
Júnia Tèrcia o Júnia Tertul·la (en llatí: Junia Tertia o Junia Tertulla) va ser una dama romana del segle i aC.
Era filla de Servília Major i de Dècim Juni Silà, cònsol l'any 62 aC. Era germanastra de Marc Juni Brutus, l'assassí de Juli Cèsar, que era fill de Servília i del seu primer marit Marc Juni Brutus (tribú de la plebs 83 aC). La seva germana era Júnia, l'esposa de Lèpid el triumvir.
Es va casar amb Gai Cassi, un dels assassins de Juli Cèsar, i va sobreviure molts anys al seu marit, car va morir l'any 22, sota el regnat de Tiberi, 64 anys després de la batalla de Filipos, sens dubte molt vella. Tenia moltes riqueses i propietats, que a la seva mort va deixar com a herència a gairebé tots els grans homes de Roma, però no a Tiberi. L'emperador no se'n va ressentir, i va permetre que el seu funeral se celebrés amb tots els honors habituals, i les imatges ancestrals de vint cases il·lustres van desfilar davant del seu fèretre. Segons Titus Livi, el record de Cassi i Brutus va brillar per damunt de tots, pel fet que no es permeté mostrar les seves imatges i, malgrat tot, tothom els recordà.

## Arbre familiar
Llegenda:
- (1) - primera espòs/sa
- (2) - segona espòs/sa
- x - assassí del Cèsar

| Salònia (2)             | Salònia (2)             | Salònia (2)             | Salònia (2)             | Salònia (2)             | Salònia (2)             |                      |                      | Cató el Vell         | Cató el Vell         | Cató el Vell       | Cató el Vell       | Cató el Vell            | Cató el Vell            |                         |                         | Licínia (1)             | Licínia (1)             | Licínia (1)             | Licínia (1)             | Licínia (1)             | Licínia (1)             |                       |                       |                                  |                                  |                                  |                                  |                                  |                                  |                   |                   |                   |                   |                   |                   |                   |                   |                     |                     |                     |                     |                     |                     |  |  |  |  |  |  |
| Salònia (2)             | Salònia (2)             | Salònia (2)             | Salònia (2)             | Salònia (2)             | Salònia (2)             |                      |                      | Cató el Vell         | Cató el Vell         | Cató el Vell       | Cató el Vell       | Cató el Vell            | Cató el Vell            |                         |                         | Licínia (1)             | Licínia (1)             | Licínia (1)             | Licínia (1)             | Licínia (1)             | Licínia (1)             |                       |                       |                                  |                                  |                                  |                                  |                                  |                                  |                   |                   |                   |                   |                   |                   |                   |                   |                     |                     |                     |                     |                     |                     |  |  |  |  |  |  |
|                         |                         |                         |                         |                         |                         |                      |                      |                      |                      |                    |                    |                         |                         |                         |                         |                         |                         |                         |                         |                         |                         |                       |                       |                                  |                                  |                                  |                                  |                                  |                                  |                   |                   |                   |                   |                   |                   |                   |                   |                     |                     |                     |                     |                     |                     |  |  |  |  |  |  |
|                         |                         |                         |                         |                         |                         |                      |                      |                      |                      |                    |                    |                         |                         |                         |                         |                         |                         |                         |                         |                         |                         |                       |                       |                                  |                                  |                                  |                                  |                                  |                                  |                   |                   |                   |                   |                   |                   |                   |                   |                     |                     |                     |                     |                     |                     |  |  |  |  |  |  |
| Marc Porci Cató Salonià | Marc Porci Cató Salonià | Marc Porci Cató Salonià | Marc Porci Cató Salonià | Marc Porci Cató Salonià | Marc Porci Cató Salonià |                      |                      |                      |                      |                    |                    | Marc Porci Cató Licinià | Marc Porci Cató Licinià | Marc Porci Cató Licinià | Marc Porci Cató Licinià | Marc Porci Cató Licinià | Marc Porci Cató Licinià |                         |                         | Marc Livi Emilià Drus   | Marc Livi Emilià Drus   | Marc Livi Emilià Drus | Marc Livi Emilià Drus | Marc Livi Emilià Drus            | Marc Livi Emilià Drus            |                                  |                                  |                                  |                                  |                   |                   |                   |                   |                   |                   |                   |                   |                     |                     |                     |                     |                     |                     |  |  |  |  |  |  |
| Marc Porci Cató Salonià | Marc Porci Cató Salonià | Marc Porci Cató Salonià | Marc Porci Cató Salonià | Marc Porci Cató Salonià | Marc Porci Cató Salonià |                      |                      |                      |                      |                    |                    | Marc Porci Cató Licinià | Marc Porci Cató Licinià | Marc Porci Cató Licinià | Marc Porci Cató Licinià | Marc Porci Cató Licinià | Marc Porci Cató Licinià |                         |                         | Marc Livi Emilià Drus   | Marc Livi Emilià Drus   | Marc Livi Emilià Drus | Marc Livi Emilià Drus | Marc Livi Emilià Drus            | Marc Livi Emilià Drus            |                                  |                                  |                                  |                                  |                   |                   |                   |                   |                   |                   |                   |                   |                     |                     |                     |                     |                     |                     |  |  |  |  |  |  |
|                         |                         |                         |                         |                         |                         |                      |                      |                      |                      |                    |                    |                         |                         |                         |                         |                         |                         |                         |                         |                         |                         |                       |                       |                                  |                                  |                                  |                                  |                                  |                                  |                   |                   |                   |                   |                   |                   |                   |                   |                     |                     |                     |                     |                     |                     |  |  |  |  |  |  |
| Marc Porci Cató (2)     | Marc Porci Cató (2)     | Marc Porci Cató (2)     | Marc Porci Cató (2)     | Marc Porci Cató (2)     | Marc Porci Cató (2)     |                      |                      | Lívia Drusa          | Lívia Drusa          | Lívia Drusa        | Lívia Drusa        | Lívia Drusa             | Lívia Drusa             |                         |                         | Quint Servili Cepió (1) | Quint Servili Cepió (1) | Quint Servili Cepió (1) | Quint Servili Cepió (1) | Quint Servili Cepió (1) | Quint Servili Cepió (1) |                       |                       | Marc Livi Drus                   | Marc Livi Drus                   | Marc Livi Drus                   | Marc Livi Drus                   | Marc Livi Drus                   | Marc Livi Drus                   |                   |                   |                   |                   |                   |                   |                   |                   |                     |                     |                     |                     |                     |                     |  |  |  |  |  |  |
| Marc Porci Cató (2)     | Marc Porci Cató (2)     | Marc Porci Cató (2)     | Marc Porci Cató (2)     | Marc Porci Cató (2)     | Marc Porci Cató (2)     |                      |                      | Lívia Drusa          | Lívia Drusa          | Lívia Drusa        | Lívia Drusa        | Lívia Drusa             | Lívia Drusa             |                         |                         | Quint Servili Cepió (1) | Quint Servili Cepió (1) | Quint Servili Cepió (1) | Quint Servili Cepió (1) | Quint Servili Cepió (1) | Quint Servili Cepió (1) |                       |                       | Marc Livi Drus                   | Marc Livi Drus                   | Marc Livi Drus                   | Marc Livi Drus                   | Marc Livi Drus                   | Marc Livi Drus                   |                   |                   |                   |                   |                   |                   |                   |                   |                     |                     |                     |                     |                     |                     |  |  |  |  |  |  |
|                         |                         |                         |                         |                         |                         |                      |                      |                      |                      |                    |                    |                         |                         |                         |                         |                         |                         |                         |                         |                         |                         |                       |                       |                                  |                                  |                                  |                                  |                                  |                                  |                   |                   |                   |                   |                   |                   |                   |                   |                     |                     |                     |                     |                     |                     |  |  |  |  |  |  |
|                         |                         |                         |                         |                         |                         |                      |                      |                      |                      |                    |                    |                         |                         |                         |                         |                         |                         |                         |                         |                         |                         |                       |                       |                                  |                                  |                                  |                                  |                                  |                                  |                   |                   |                   |                   |                   |                   |                   |                   |                     |                     |                     |                     |                     |                     |  |  |  |  |  |  |
| Atília (1)              | Atília (1)              | Atília (1)              | Atília (1)              | Atília (1)              | Atília (1)              |                      |                      | Cató el Jove         | Cató el Jove         | Cató el Jove       | Cató el Jove       | Cató el Jove            | Cató el Jove            |                         |                         |                         |                         |                         |                         |                         |                         |                       |                       | Marc Livi Drus Claudià (adoptat) | Marc Livi Drus Claudià (adoptat) | Marc Livi Drus Claudià (adoptat) | Marc Livi Drus Claudià (adoptat) | Marc Livi Drus Claudià (adoptat) | Marc Livi Drus Claudià (adoptat) |                   |                   |                   |                   |                   |                   |                   |                   |                     |                     |                     |                     |                     |                     |  |  |  |  |  |  |
| Atília (1)              | Atília (1)              | Atília (1)              | Atília (1)              | Atília (1)              | Atília (1)              |                      |                      | Cató el Jove         | Cató el Jove         | Cató el Jove       | Cató el Jove       | Cató el Jove            | Cató el Jove            |                         |                         |                         |                         |                         |                         |                         |                         |                       |                       | Marc Livi Drus Claudià (adoptat) | Marc Livi Drus Claudià (adoptat) | Marc Livi Drus Claudià (adoptat) | Marc Livi Drus Claudià (adoptat) | Marc Livi Drus Claudià (adoptat) | Marc Livi Drus Claudià (adoptat) |                   |                   |                   |                   |                   |                   |                   |                   |                     |                     |                     |                     |                     |                     |  |  |  |  |  |  |
|                         |                         |                         |                         |                         |                         |                      |                      |                      |                      |                    |                    |                         |                         |                         |                         |                         |                         |                         |                         |                         |                         |                       |                       |                                  |                                  |                                  |                                  |                                  |                                  |                   |                   |                   |                   |                   |                   |                   |                   |                     |                     |                     |                     |                     |                     |  |  |  |  |  |  |
|                         |                         |                         |                         |                         |                         |                      |                      |                      |                      |                    |                    |                         |                         |                         |                         |                         |                         |                         |                         |                         |                         |                       |                       |                                  |                                  |                                  |                                  |                                  |                                  |                   |                   |                   |                   |                   |                   |                   |                   |                     |                     |                     |                     |                     |                     |  |  |  |  |  |  |
|                         |                         |                         |                         | Marc Juni Brutus (1)    | Marc Juni Brutus (1)    | Marc Juni Brutus (1) | Marc Juni Brutus (1) | Marc Juni Brutus (1) | Marc Juni Brutus (1) |                    |                    | Servília la Major       | Servília la Major       | Servília la Major       | Servília la Major       | Servília la Major       | Servília la Major       |                         |                         | Dècim Juni Silà (2)     | Dècim Juni Silà (2)     | Dècim Juni Silà (2)   | Dècim Juni Silà (2)   | Dècim Juni Silà (2)              | Dècim Juni Silà (2)              |                                  |                                  |                                  |                                  | Servília la Menor | Servília la Menor | Servília la Menor | Servília la Menor | Servília la Menor | Servília la Menor |                   |                   | Quint Servili Cepió | Quint Servili Cepió | Quint Servili Cepió | Quint Servili Cepió | Quint Servili Cepió | Quint Servili Cepió |  |  |  |  |  |  |
|                         |                         |                         |                         | Marc Juni Brutus (1)    | Marc Juni Brutus (1)    | Marc Juni Brutus (1) | Marc Juni Brutus (1) | Marc Juni Brutus (1) | Marc Juni Brutus (1) |                    |                    | Servília la Major       | Servília la Major       | Servília la Major       | Servília la Major       | Servília la Major       | Servília la Major       |                         |                         | Dècim Juni Silà (2)     | Dècim Juni Silà (2)     | Dècim Juni Silà (2)   | Dècim Juni Silà (2)   | Dècim Juni Silà (2)              | Dècim Juni Silà (2)              |                                  |                                  |                                  |                                  | Servília la Menor | Servília la Menor | Servília la Menor | Servília la Menor | Servília la Menor | Servília la Menor |                   |                   | Quint Servili Cepió | Quint Servili Cepió | Quint Servili Cepió | Quint Servili Cepió | Quint Servili Cepió | Quint Servili Cepió |  |  |  |  |  |  |
|                         |                         |                         |                         |                         |                         |                      |                      |                      |                      |                    |                    |                         |                         |                         |                         |                         |                         |                         |                         |                         |                         |                       |                       |                                  |                                  |                                  |                                  |                                  |                                  |                   |                   |                   |                   |                   |                   |                   |                   |                     |                     |                     |                     |                     |                     |  |  |  |  |  |  |
|                         |                         |                         |                         |                         |                         |                      |                      |                      |                      |                    |                    |                         |                         |                         |                         |                         |                         |                         |                         |                         |                         |                       |                       |                                  |                                  |                                  |                                  |                                  |                                  |                   |                   |                   |                   |                   |                   |                   |                   |                     |                     |                     |                     |                     |                     |  |  |  |  |  |  |
|                         |                         | Pòrcia Cató             | Pòrcia Cató             | Pòrcia Cató             | Pòrcia Cató             | Pòrcia Cató          | Pòrcia Cató          |                      |                      | Marc Juni Brutus x | Marc Juni Brutus x | Marc Juni Brutus x      | Marc Juni Brutus x      | Marc Juni Brutus x      | Marc Juni Brutus x      |                         |                         | Júnia Prima             | Júnia Prima             | Júnia Prima             | Júnia Prima             | Júnia Prima           | Júnia Prima           |                                  |                                  |                                  |                                  | Júnia Tèrcia                     | Júnia Tèrcia                     | Júnia Tèrcia      | Júnia Tèrcia      | Júnia Tèrcia      | Júnia Tèrcia      |                   |                   | Gai Cassi Longí x | Gai Cassi Longí x | Gai Cassi Longí x   | Gai Cassi Longí x   | Gai Cassi Longí x   | Gai Cassi Longí x   |                     |                     |  |  |  |  |  |  |
|                         |                         | Pòrcia Cató             | Pòrcia Cató             | Pòrcia Cató             | Pòrcia Cató             | Pòrcia Cató          | Pòrcia Cató          |                      |                      | Marc Juni Brutus x | Marc Juni Brutus x | Marc Juni Brutus x      | Marc Juni Brutus x      | Marc Juni Brutus x      | Marc Juni Brutus x      |                         |                         | Júnia Prima             | Júnia Prima             | Júnia Prima             | Júnia Prima             | Júnia Prima           | Júnia Prima           |                                  |                                  |                                  |                                  | Júnia Tèrcia                     | Júnia Tèrcia                     | Júnia Tèrcia      | Júnia Tèrcia      | Júnia Tèrcia      | Júnia Tèrcia      |                   |                   | Gai Cassi Longí x | Gai Cassi Longí x | Gai Cassi Longí x   | Gai Cassi Longí x   | Gai Cassi Longí x   | Gai Cassi Longí x   |                     |                     |  |  |  |  |  |  |
|                         |                         |                         |                         |                         |                         |                      |                      |                      |                      |                    |                    |                         |                         |                         |                         |                         |                         |                         |                         |                         |                         |                       |                       |                                  |                                  |                                  |                                  |                                  |                                  |                   |                   |                   |                   |                   |                   |                   |                   |                     |                     |                     |                     |                     |                     |  |  |  |  |  |  |
| Marc Porci Cató         | Marc Porci Cató         | Marc Porci Cató         | Marc Porci Cató         | Marc Porci Cató         | Marc Porci Cató         |                      |                      |                      |                      |                    |                    |                         |                         |                         |                         |                         |                         |                         |                         |                         |                         |                       |                       | Júnia Segona                     | Júnia Segona                     | Júnia Segona                     | Júnia Segona                     | Júnia Segona                     | Júnia Segona                     |                   |                   | Marc Emili Lèpid  | Marc Emili Lèpid  | Marc Emili Lèpid  | Marc Emili Lèpid  | Marc Emili Lèpid  | Marc Emili Lèpid  |                     |                     |                     |                     |                     |                     |  |  |  |  |  |  |
| Marc Porci Cató         | Marc Porci Cató         | Marc Porci Cató         | Marc Porci Cató         | Marc Porci Cató         | Marc Porci Cató         |                      |                      |                      |                      |                    |                    |                         |                         |                         |                         |                         |                         |                         |                         |                         |                         |                       |                       | Júnia Segona                     | Júnia Segona                     | Júnia Segona                     | Júnia Segona                     | Júnia Segona                     | Júnia Segona                     |                   |                   | Marc Emili Lèpid  | Marc Emili Lèpid  | Marc Emili Lèpid  | Marc Emili Lèpid  | Marc Emili Lèpid  | Marc Emili Lèpid  |                     |                     |                     |                     |                     |                     |  |  |  |  |  |  |
|                         |                         |                         |                         |                         |                         |                      |                      |                      |                      |                    |                    |                         |                         |                         |                         |                         |                         |                         |                         |                         |                         |                       |                       |                                  |                                  |                                  |                                  |                                  |                                  |                   |                   |                   |                   |                   |                   |                   |                   |                     |                     |                     |                     |                     |                     |  |  |  |  |  |  |
|                         |                         |                         |                         |                         |                         |                      |                      |                      |                      |                    |                    |                         |                         |                         |                         |                         |                         |                         |                         | Servília                | Servília                | Servília              | Servília              | Servília                         | Servília                         |                                  |                                  | Marc Emili Lèpid                 | Marc Emili Lèpid                 | Marc Emili Lèpid  | Marc Emili Lèpid  | Marc Emili Lèpid  | Marc Emili Lèpid  |                   |                   |                   |                   |                     |                     |                     |                     |                     |                     |  |  |  |  |  |  |
|                         |                         |                         |                         |                         |                         |                      |                      |                      |                      |                    |                    |                         |                         |                         |                         |                         |                         |                         |                         | Servília                | Servília                | Servília              | Servília              | Servília                         | Servília                         |                                  |                                  | Marc Emili Lèpid                 | Marc Emili Lèpid                 | Marc Emili Lèpid  | Marc Emili Lèpid  | Marc Emili Lèpid  | Marc Emili Lèpid  |                   |                   |                   |                   |                     |                     |                     |                     |                     |                     |  |  |  |  |  |  |